# Stemona pierrei
Stemona pierrei är en enhjärtbladig växtart som beskrevs av François Gagnepain. Stemona pierrei ingår i släktet Stemona och familjen Stemonaceae. Inga underarter finns listade.